# Point of No Return (Forbidden)
Point of No Return è la prima raccolta del gruppo musicale thrash metal statunitense Forbidden, rilasciata nel 1992.
Il CD, che raccoglie alcuni brani dai due album e dal live in EP usciti in precedenza, è stato pubblicato dalla Relativity Records e ristampato, nel 1999, dalla Century Media Records.

## Tracce
1. Chalice of Blood – 4:36 (Robb Flynn, Anderson)
2. Out of Body (Out of Mind) – 4:34 (Locicero, Alvelais, Anderson)
3. Feel No Pain – 5:11 (Locicero, Anderson)
4. Step by Step – 4:55 (testo: Anderson – musica: Locicero, Calvert, Bostaph)
5. Off the Edge – 4:21 (Locicero, Anderson)
6. One Foot in Hell – 6:15 (testo: Locicero)
7. Through Eyes of Glass – 6:28 (Locicero, Alvelais, Anderson)
8. Tossed Away – 4:38 (testo: Locicero – musica: Locicero, Calvert, Bostaph)
9. March into Fire – 5:15 (musica: Locicero, Bostaph)
10. Victim of Changes (cover dei Judas Priest[1]) – 8:23

## Formazione
- Russ Anderson - voce
- Craig Locicero - chitarra
- Glen Alvelais - chitarra (eccetto tracce 2,4,6,8)
- Tim Calvert - chitarra (tracce 2,4,6,8)
- Matt Camacho - basso
- Paul Bostaph - batteria